# ATI Avivo

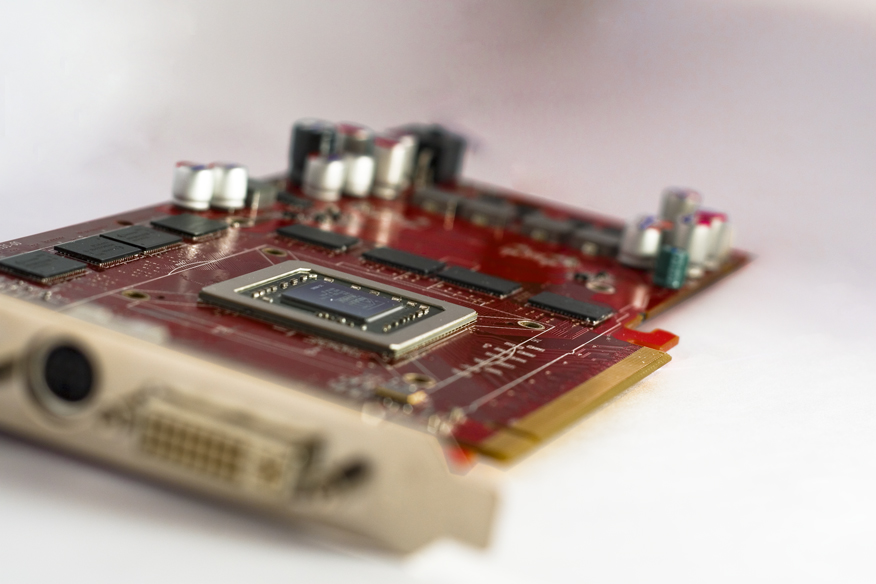
tarjeta de video ATI HD4850 con soporte de aceleración de video por hardware Avivo HD

ATI Avivo es un set de características de hardware y software de bajo nivel presentados para la familia de GPUs ATI Radeon R520 y todos los productos ATI Radeon posteriores. ATI Avivo fue diseñado para reducir la carga de decodificación, codificación, y pos-procesado de un video, desde un CPU a un GPU compatible. Los GPUs compatibles con ATI Avivo, reducen el uso de CPU cuando se reproduce y decodifica software que soporte el uso de ATI Avivo. Sin embargo, el GPU no convierte señales de TV a señales de video compatibles con un monitor de computador. Tal trabajo es realizado por Rage Theater o Theater 200 que se refiere al diseño de la tarjeta de video, y la disponibilidad depende de las empresas manufacturadoras, y de la posición de mercado en varios modelos.
Así como NVIDIA PureVideo HD, ATI Avivo no ofrece actualmente ningún software decodificador.

## Historia
Desde el año 2000 y 2001, la guerra de GPU entre ATI y NVIDIA dieron como resultados notorias mejoras en la potencia de procesamiento. Paralelo a este incremento de velocidad y potencia, ambas marcas de GPUs necesitaron incrementar la calidad de video, en aplicaciones gráficas en 3D, se centraron en incrementar la calidad a través de filtros antialiasing y anisotrópicos. Sin embargo ambas compañías observaron que la calidad del video también necesitaba una mejora y los APIs actuales proporcionados por ambas compañías no habían considerado mejoras sobre algunas generaciones de GPUs. Así ATI decidió mejorar su capacidad de procesado de video mediante GPU con Avivo, y NVIDIA con PureVideo. 
En la época del lanzamiento de la última serie de Radeon HD de la generación, el sucesor, el ATI Avivo HD fue anunciado, y presentado en cada tarjeta de video Radeon HD 2600 y 2400 y estuvo disponible en julio de 2007, después de que NVIDIA anunciara una solución similar de la aceleración del hardware, llamada PureVideo HD.

## Características

### ATI Avivo
Durante la captura, ATI Avivo amplifica la fuente, automáticamente ajusta el brillo y el contraste. ATI Avivo implementa transformaciones de 12 bit, para reducir la pérdida de datos durante la conversión, también utiliza "motion adaptive 3D comb filter", control automático de color, control automático de ganancia, reducción de ruido por hardware y algunas mejoras tecnológicas que mejoran la calidad de reproducción del video.
En decodificación, el núcleo del GPU, soporta decodificación de videos H.264/MPEG-4 AVC, VC-1, WMV9, y MPEG-2, utilizando bajos recursos del CPU. ATI Avivo soporta "vector adaptive", desentrelazado y escalado de video reduciendo jaggies, y "dithering", mostrando calidad de color de 10 bit sobre 8 bit, y 6 bit durante la etapa de procesado.

### ATI Avivo HD
El sucesor of ATI Avivo es ATI Avivo HD, que contiene algunas características; controlador integrado HDMI de sonido surround 5.1, integra llaves duales de cifrado para cada puerto DVI (para reducir costos de licencia), el chip Theater 200 con capacidad vivo; el chip Xilleon para corrección de TV de overscan y underscan, el chip Theater 200 fue presentado originalmente para ATI Avivo Video Converter.
Sin embargo, la mayoría de las funciones importantes de decodificación de hardware de ATI Avivo HD son siempre acompañados por el Unified Video Decoder (UVD) y el procesador de vídeo avanzado (AVP) que soporta la decodificación por hardware de vídeos con formato H.264/AVC y VC-1 (que incluye procesamiento de flujo de bits, que estaba ausente en la última generación ATI Avivo).
AVP recupera el vídeo de la memoria, se ocupa de la escala, el desentrelazado y la corrección de color y escribe de nuevo a la memoria. AVP también utiliza una transformación de 12-bit para reducir la pérdida de datos durante la conversión, al igual que la generación anterior de ATI Avivo. 
Cables HDMI apoyan la transferencia de información con un ancho de banda de 4,95 Gbit/s como máximo, soportando un máximo de 165 Megapixel/s de vídeo en 1080p (o UXGA) a 60 frames/s con 8 canales de 96 kHz 24-bit de audio digital. La integración de un controlador de audio en el núcleo GPU capaz de generar sonido envolvente elimina la necesidad de conexión S/PDIF de la placa base o tarjeta de sonido a la tarjeta de vídeo. El video se sincroniza con la salida de audio a través del cable HDMI.
La serie Radeon HD 2900 carecían de la función UVD, sin embargo se le dio la etiqueta ATI Avivo HD.

### ATI Avivo Video Converter
ATI también ha lanzado un programa transcodificador llamado "ATI Avivo Video Converter", que soporta la transcodificación entre los formatos H.264, VC-1, WMV9, PMC, MPEG-2, MPEG-4, los formatos de vídeo DivX, así como los formatos utilizados en iPod y PSP. Las versiones anteriores de este software sólo utilizaban la CPU para la transcodificación, pero han sido bloqueadas para su uso exclusivo con la salida de la serie de GPU X1000. Algunas modificaciones de software han hecho posible la utilización de la versión 1.12 del convertidor en una amplia gama de adaptadores de gráficos. Desde que se liberó Catalyst 7.9, ATI Avivo Video Converter también se encuentra disponible para Windows Vista (liberado en septiembre de 2007, con la versión Catalyst 8.411).
ATI Avivo Video Converter con aceleración de GPU de transcodificación ahora también está disponible para su uso con las series de tarjetas gráficas HD 4800 y HD 4600 y se incluye con los drivers Catalyst 8.12. Incluye soporte para Windows Vista x64 a través de una descarga por separado a partir de Catalyst 9.6 (9-6_vista32-64_xcode). El nuevo software es más rápido que Badaboom, un codificador que utiliza NVIDIA CUDA para acelerar la codificación, pero tiene una mayor utilización de CPU que Badaboom. Una revisión informó de problemas visuales con el iPod y la reproducción de WMV utilizando la versión Catalyst 8.12, y aunque concluye que no hubo un claro ganador, si se fuerza a elegir entre las dos tecnologías, se elige el convertidor de video de Avivo.

## Programas que soportan Avivo
- PowerDVD
- WinDVD
- Arcsoft TotalMedia Theatre
- Nero Multimedia Suite
- Roxio CinePlayer
- Media Player Classic HomeCinema
- MediaPortal
- Microsoft Windows Vista decodificador interno de MPEG-2
- The KMPlayer
- Todos los reproductores de Linux soportan salida Xv output (con los controladores oficiales de ATI 9.1 o más nuevos)